# 二里界遗址
二里界遗址，位于中国吉林省公主岭市十屋镇二里界村，为一个省级文物保护单位，类型为古遗址，公布时间为2007年5月31日。该文物保护单位由公主岭市文管所管理。
二里界遗址的历史年代为新石器、青铜。